# Страдающее Средневековье
«Страдающее Средневековье» — российский развлекательный и просветительский медиапроект о Средневековье. Создан в 2014 году как сообщество «ВКонтакте» (466 тысяч подписчиков на март 2023 года), где публикуются  мемы, созданные по мотивам средневековой живописи и книжной миниатюры. Под брендом «Страдающее Средневековье» выходит подкаст, настольные игры и серия научно-популярных книг по истории и медиевистике. В 2022 году основатели проекта запустили образовательную платформу для изучения гуманитарных наук «Страдариум».

## История
Сообщество было создано 19 марта 2013 года двумя студентами второго курса исторического факультета Высшей школы экономики Константином Мефтахудиновым и Юрием Сапрыкиным-младшим. По одной из версий, название появилось благодаря словам профессора Михаила Бойцова, который, показывая на лекции студентам средневековую миниатюру, произнёс: «Посмотрите, как они все страдают». Постепенно группа набирала известность за пределами исторического факультета, и за год её аудитория доросла до 5 тысяч подписчиков, после чего она пережила неожиданный взрыв популярности. О «Средневековье» написали несколько крупных СМИ.
В 2018 году при поддержке создателей сообщества в издательстве АСТ вышла книга «Страдающее Средневековье. Парадоксы христианской иконографии», написанная тремя историками-медиевистами Сергеем Зотовым, Михаилом Майзульсом и Дильшат Харман. Издание стало одной из самых продаваемых книг АСТ в сегменте нон-фикшен в 2018 году, а в ноябре получило премию «Просветитель» в номинации «Гуманитарные науки». На март 2023 года в серии «История и наука рунета. Страдающее Средневековье» вышло 12 книг российских и зарубежных авторов.
В 2020 году совместно с New Making Studio была выпущена настольная игра «Страдающее Средневековье» с героями мемов. Кампанию по сбору средств на производство игры запустили на краудфандинговой платформе Boomstarter. Необходимая сумма была собрана меньше чем за час, а всего за 33 дня кампании авторы идеи собрали почти 10 млн рублей, превысив заявленную цель более чем на 8000 % и став рекордсменами Бумстартера.
Основатели проекта Константин Мефтахудинов и Юрий Сапрыкин-младший вошли в список самых перспективных россиян до 30 лет по версии журнала Forbes «30 до 30» в номинации «Новые медиа» за 2020 год. По их словам, все коммерческие проекты вокруг «Средневековья» приносят от 30 до 400 тысяч рублей прибыли в месяц, но паблик по-прежнему остаётся лишь приятным увлечением.
В начале 2021 года появился подкаст «Страдающее Средневековье», в котором создатели проекта совместно с медиевистом Олегом Воскобойниковым и другими историками обсуждают все аспекты средневековой жизни.
Летом 2022 года был запущен образовательный портал с курсами по гуманитарным наукам «Страдариум».